# Cénac-et-Saint-Julien

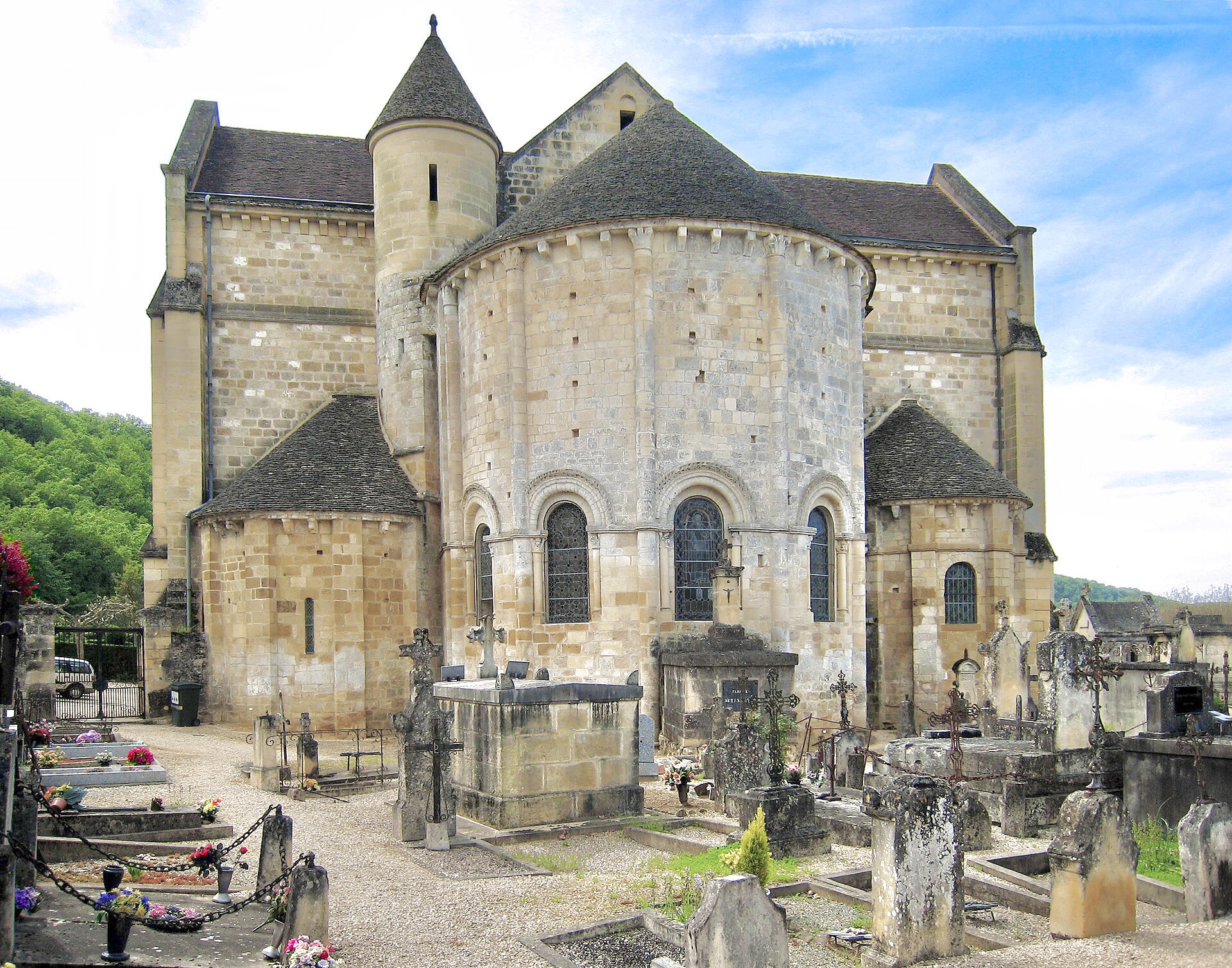
Nhà thờ

Cénac-et-Saint-Julien (trong tiếng Occitan Senac e Sent Julian) là một xã của Pháp, nằm ở tỉnh Dordogne trong vùng Aquitaine của Pháp. Xã này có diện tích 19,87 km2, dân số năm 2006 là 1193 người. Xã nằm ở khu vực có độ cao trung bình 70 m trên mực nước biển.

## Hành chính
| Danh sách các xã trưởng                |             |            |      |         |
| Giai đoạn                              | Giai đoạn   | Tên        | Đảng | Tư cách |
| 1995                                   | đương nhiệm | Rémi Jalès | PS   | hưu trí |
| Tất cả các dữ liệu trước đây không rõ. |             |            |      |         |

## Thông tin nhân khẩu
| Năm    | 1962 | 1968 | 1975 | 1982 | 1990 | 1999  | 2006  |
| ------ | ---- | ---- | ---- | ---- | ---- | ----- | ----- |
| Dân số | 832  | 811  | 825  | 900  | 993  | 1 068 | 1 193 |